# Goshka Macuga
Goshka Macuga, née sous le nom de Małgorzata Macuga en 1967 à Varsovie, en République populaire de Pologne, est une artiste contemporaine. En 2008, elle est l'une des quatre nommés au prix Turner.
Elle vit et travaille à Londres.

## Biographie et œuvre
Goshka Macuga est née en République populaire de Pologne. Elle est diplômée de la Central Saint Martins College of Art and Design et de la Goldsmiths University de Londres. Elle réalise des installations qui intègrent le travail d'autres artistes aux côtés de matériaux d'archives, de ready-made ainsi que de ses propres pièces. Elle brouille ainsi les frontières entre l'artiste, le commissaire d'exposition et le collectionneur. Elle utilise des techniques et des styles empruntant aux milieux de l'archivage et du musée. Le travail de Goshka Macuga est souvent qualifié d'archéologie culturelle et comparé à un travail de détective. Ses interventions basées sur l'appropriation interroge la propriété, le flux d'informations, la possibilité d'utiliser ces informations ainsi que la liberté de les interpréter. Goshka Macuga utilise souvent l'histoire de l'art comme point de référence. Lorsqu'elle travaille dans une institution, elle commence par regarder dans ses archives.
Pour une exposition à la Whitechapel Gallery en 2009, intitulée The Nature of the Beast, Goshka Macuga a intégré une tapisserie de 1955, reproduction à échelle 1/1 de la peinture de Picasso contre la guerre, Guernica réalisée en 1939. Cette tapisserie avait été commandée par Nelson Rockefeller puis déposée aux Nations unies en 1955, juste au dehors du Conseil de Sécurité au Siège de l'Organisation des Nations unies. En 2003, elle est couverte d'un voile bleu télévisuel, lors du discours de Colin Powell sur les armes de destruction massive conduisant à la guerre en Irak. Pendant l'année que dura l'installation, Goshka Macuga a invité des associations à organiser réunions et discussions autour d'une table circulaire placée devant la tapisserie. La seule condition était qu'ils fournissent de la documentation sur leur sujet, de sorte que la collection d'archive de la Whitechapel croît de façon exponentielle.
En 2012, elle fait partie des artistes sélectionnés pour la dOCUMENTA (13) de Cassel. L’œuvre réalisée à cette occasion, Of what is, that it is; of what is not, that it is not consiste en deux tapisseries panoramiques réalisées à partir de photos en noir et blanc, qui sont exposées simultanément, mais l'une à Cassel et l'autre à Kabul. Part 1 représente une foule d'afghans et d'occidentaux observant pensivement un serpent qui se dresse au centre. Ils sont devant le palais en ruine Darul Aman non loin de Kabul en Afghanistan. Ce palais avait été détruit pendant les conflits soviétique moudjahidines de la fin des années 1970 au début des années 1980. L'artiste a choisi de le photographier parce qu'il ressemble à un bâtiment à Cassel. Part 2, exposé à l'origine à Kabul, montre un collage « photoshopé » d'une foule du monde de l'art et de protestataire rassemblé à l'extérieur du Fridericianum à Cassel. Cette photographie avait été prise lors de la cérémonie de remise du prix Arnold Bold.
En 2021, elle crée une œuvre, Family Module, exposée à proximité de l'Yser à Nieuport, en Belgique, lors de la triennale Beaufort.
Goshka Macuga est représentée par les galeries Kate MacGarry à Londres, Rüdiger Schöttle à Munich et Andrew Kreps Gallery à New York.

## Expositions
- 2021 : triennale Beaufort (Beaufort21), Nieuport (Belgique) : Family Module.
- 2016 Goshka Macuga: To the Son of Man Who Ate the Scroll, Fondation Prada, Milan
- 2012 Exhibit,A, Musée d'art contemporain de Chicago
- 2012 dOCUMENTA 13, Kunsthalle Fridericianum, Kassel, Germany and Queen's Palace, Kaboul, Afghanistan
- 2011 Untitled, Zachęta National Gallery of Art, Warsaw
- 2011 It Broke from Within, Walker Art Center, Minneapolis
- 2010 Newspeak: British Art Now pt.1, Saatchi Gallery, Londres
- 2010 Star City, The Future Under Communism, Nottingham Contemporary
- 2009 The Bloomberg Commission The Nature of the Beast', Whitechapel Gallery, Londres
- 2009 I am Become Death, Kunsthalle Basel, Suisse
- 2009 The Dark Monarch: Magic and Modernity in British Art, Tate St Ives
- 2009 Textile Art and the Social Fabric, MuHKA Museum of Contemporary Art, Anvers
- 2009 53rd Venice Biennale: Fare Mondi/Making Worlds, Corderie dell’Arsenale, Venise
- 2008 Turner Prize 2008, Tate Britain, Londres
- 2008 5th Berlin Biennial for Contemporary Art, Neue Nationalgalerie
- 2007 What’s In a Name, Andrew Kreps Gallery, New York
- 2006 3rd Attese Biennale di Ceramica nell’ Arte Contemporanea, Museo della Ceramica Manlio Trucco, Albissola Superiore, Italie
- 2006 Sleep of Ulro, A Foundation, Liverpool
- 2006 Mula sem Cabeça (Headless Mule), How to Live Together, 27e Biennal de São Paul
- 2006 The Past is a Foreign Country:They do Things Differently There, Mathilda is Calling, Institut Mathildenhöhe, Darmstadt, Allemagne
- 2005 Goshka Macuga, Kate MacGarry, Londres
- 2005 Go Between, Amt der Landeshauptstadt Kultur, Bregenz, Autriche
- 2005 The British Art Show, Baltic and touring the UK
- 2004 Autumn Catalog Leather Fringes, Kunsthalle Basel, Suisse
- 2003 Kabinett der Abstrakten, BloombergSpace, Londres
- 2002 Homeless Furniture, Transmission Gallery, Glasgow, Écosse
- 2002 Untitled, Fundacja Galerii Foksal, Varsovie, Pologne
- 2002 Friendship of the Peoples (avec Declan Clarke), The Project, Dublin, Irlande
- 2000 Cave, Kunstakuten, Stockholm, Suède

## Prix
- 2013 : Prix du ministère de la culture et du patrimoine national polonais
- 2011 : Prix Arnold Bode